# フランス領ソマリランド

フランス領ソマリランド
Côte française des Somalis (フランス語)
Dhulka Soomaaliyeed ee Faransiiska (ソマリ語)
الساحل الصومالي الفرنسي وتوابعه (アラビア語)

国歌: La Marseillese（フランス語）
ラ・マルセイエーズ

1922年のフランス領ソマリランド

フランス領ソマリランド（フランスりょうソマリランド、フランス語: Côte française des Somalis、ソマリ語: Dhulka Soomaaliyeed ee Faransiiska）は、1884年から1967年まで存在したアフリカの角にあるフランスの植民地である。
ジブチはその継承国である。

## 歴史
フランス領ソマリランドは、イッサ族とアファル人がそれぞれフランスと条約を結んだ後の1896年に正式に設立されたが、正式な設立の数十年前から、後にフランス領ソマリランドとなる構想が存在していた。
1862年3月11日、パリでアファル人のスルタン、ライエタ・ディニ・アフメットが署名した条約により、1万タラー（約5万5千フラン）でオボックの領土が割譲された。その後この条約を利用して、アルフォンス・フルーリォ・ド・ラングレ大佐がタジュラ湾の南側を植民地化した。1885年3月26日、フランスはイッサ族と別の条約を結び、その地をフランスの保護領とした。この条約は、金銭の授受はなく、またソマリ人は自分たちの土地の権利を放棄したわけではなく、フランスの助けを借りて自分たちの土地を部外者から守るためのものであった。しかし、1886年にアンバドでル・ペングアン号のフランス人船員が謎の死を遂げると、フランスはまずイギリスを非難し、次にソマリを非難して、この事件をきっかけに南方領土全体の領有権を主張するようになった。
1889年、ロシアの冒険家ニコライ・イワノビッチ・アチノフがサガロに入植しようとしたが、わずか1ヶ月でフランス軍に阻止された。

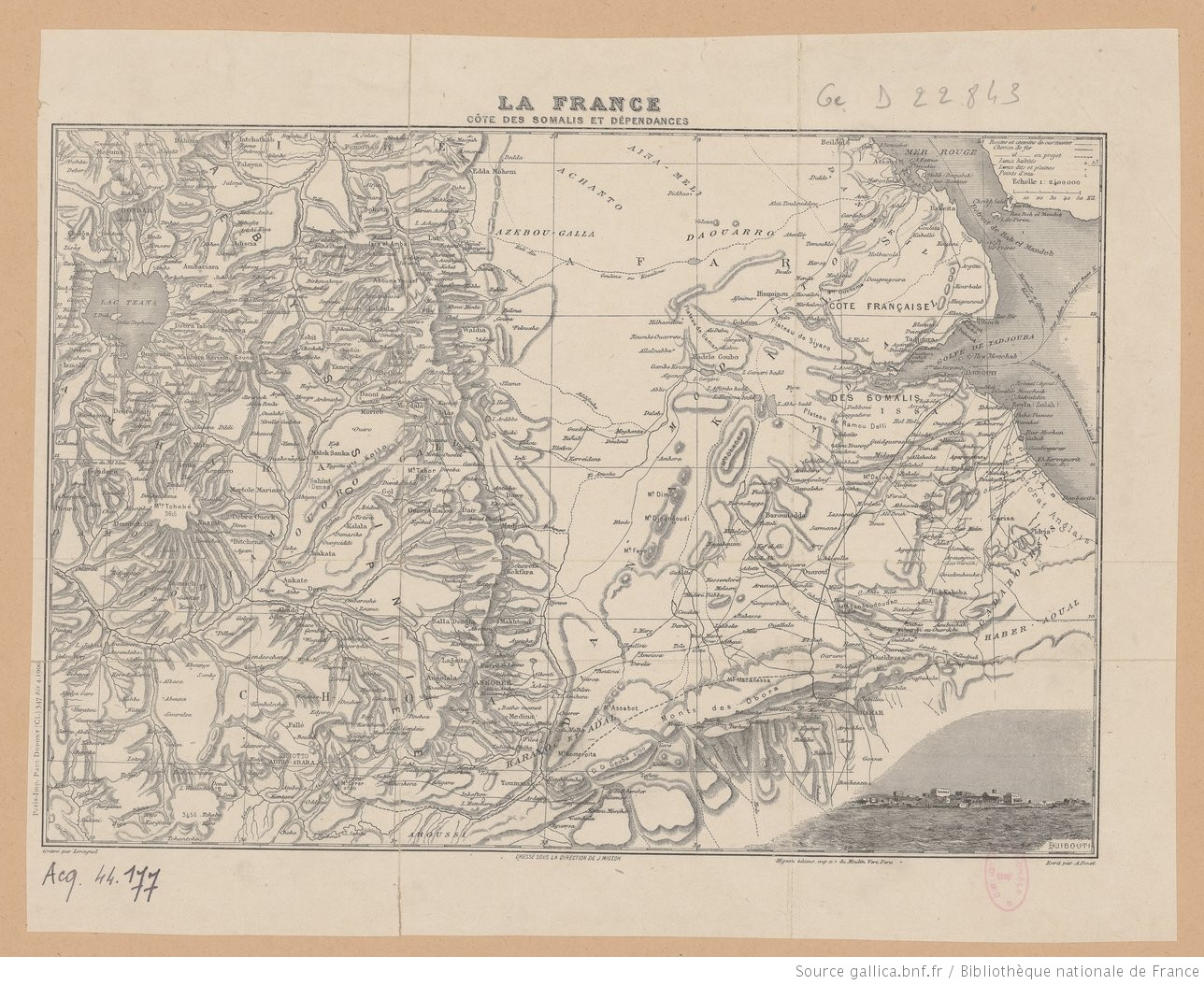
ソマリアの海岸と各国の占領地

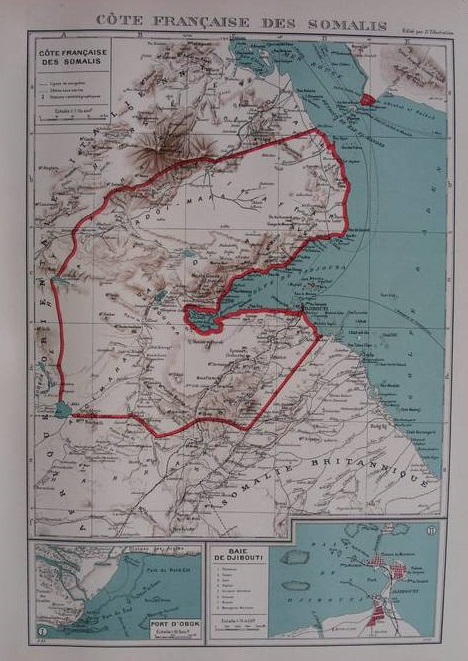
フランス領ソマリランドの1935年のイタリア領エリトリアへの領土割譲による新しい国境線を示す地図

ジブチ・エチオピア鉄道がエチオピア西部に敷設され、この鉄道がエチオピアで唯一人口の多い都市であったハラールを通ったため、ジブチの港は15,000人の新興都市となった。ディレ・ダワまでの鉄道が完成し、元の会社が倒産（その後政府が救済）した後、ジブチの人口は減少したが、ジブチは鉄道の敷設によってキャラバンを中心とした貿易を行っていたゼイラ（当時はイギリス領ソマリランドに存在した）を急速に追い抜き、ハラールを経由してエチオピア南部やオガデンを出発するコーヒーやその他の物資の主要な港となった。
イタリアがエチオピアを征服した後も鉄道は運行されていたが、第二次世界大戦の混乱の後、1946年にフランスの海外領土となった。1967年、フランス領ソマリランドはフランス領アファル・イッサと改称され、1977年にはジブチとして独立した。